# Шувуя
Шувуя (Shuvuuia) — рід пернатих ящеротазових динозаврів родини Alvarezsauridae, який існував у пізній крейді (75 млн років тому), для яких характерні короткі, але потужні передні кінцівки, спеціалізовані для риття. «Shuvuuia» («шувуу») з монгольської — «птах». Типовим і єдиним видом є Shuvuuia deserti — «птах пустелі».

## Опис
Скам'янілості відомі з Монголії пізньої крейди. Шувуя мала дуже рухливі щелепи. Ця функція для динозаврів була нехарактерною, але часто трапляється у птахів. Довгі й тонкі щелепи, були озброєні дрібними зубами. Один палець добре розвинений, а два дуже скорочені. Це може бути адаптацією для викопування термітників. При довжині 1 м і масі тіла у 3,5 кг, це один з найменших відомих непташиних динозаврів. У знайдених скам'янілостях присутнє пухове оперення. Хімічний аналіз показав наявність у цих пір'ях бета-кератину і брак альфа-кератину. У шувуї були довгі ноги, адаптовані для швидкого бігу.

## Палеобіологія

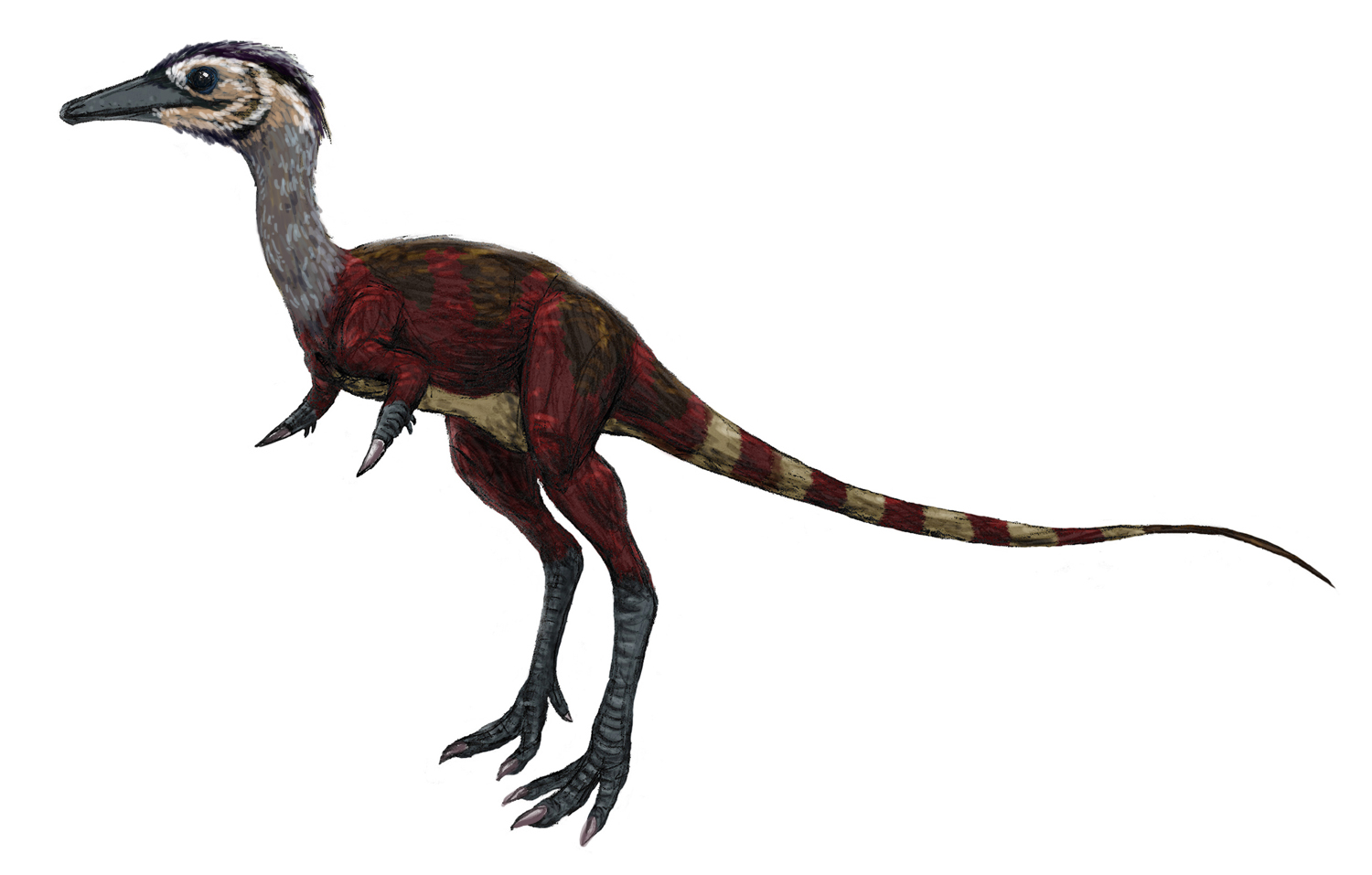
Реконструкція зовнішнього вигляду

### Нічні адаптації та дієта
Як і інші альваресзаврові, шувуя міг використовувати передні кінцівки для відкривання гнізд комах, а тонкі, надзвичайно рухливі щелепи — для пошуку такої здобичі. Однак нові дослідження, основані на аналізі вух теропода, дозволяють припустити, що насправді це був совоподібний нічний мисливець, який використовував свої сильні ноги, щоб наздоганяти здобич, а руки — щоб викопувати дрібну здобич, таку як комахи та дрібні ссавці, з нір та чагарників. Його лагена приблизно такого ж розміру, як у сови, що дає йому чудовий слух на додаток до фантастичного нічного зору (аналізується за допомогою склеротичного кільця), що дозволяє йому потенційно полювати в повній темряві, на відміну від інших тероподів, з якими його порівнювали, таких як, очевидно денні хижаки — дромеозаври та тиранозаври.

### Пір'я
Зразок шувуя IGM 100/977 був знайдений з невеликими, порожнистими, трубчастими покривними структурами, що нагадували рахіс (центральну жилку) сучасного пташиного пір'я. Попри те, що ці структури були сильно пошкоджені й погано збереглися, біохімічні аналізи пізніше показали, що вони містять продукти розпаду білка бета-кератину, і, що більш важливо, відсутність альфа-каротину. У той час як бета-кератин міститься в усіх покривних клітинах (шкірі та пір'ї) рептилій і птахів, лише в пір'ї птахів повністю відсутній альфа-кератин. Ці знахідки показують, що, хоча шувуя погано зберігся, він, ймовірно, був покритий пір'ям.

## Філогенія
Положення виду всередині родини зображено кладограмою згідно з Makovicky, Apesteguía et Gianechini, 2012:
|  | Albinykus baatar  |
|  |                   |
|  | Xixianykus zhangi |
|  |                   |

|  | Mononykus olecranus |
|  |                     |
|  | Shuvuuia deserti    |
|  |                     |

|  | Albinykus baatar  |
|  |                   |
|  | Xixianykus zhangi |
|  |                   |

|  | Mononykus olecranus |
|  |                     |
|  | Shuvuuia deserti    |
|  |                     |

|  | Albinykus baatar  |
|  |                   |
|  | Xixianykus zhangi |
|  |                   |

|  | Mononykus olecranus |
|  |                     |
|  | Shuvuuia deserti    |
|  |                     |

|  | Albinykus baatar  |
|  |                   |
|  | Xixianykus zhangi |
|  |                   |

|  | Mononykus olecranus |
|  |                     |
|  | Shuvuuia deserti    |
|  |                     |

|  | Albinykus baatar  |
|  |                   |
|  | Xixianykus zhangi |
|  |                   |

|  | Mononykus olecranus |
|  |                     |
|  | Shuvuuia deserti    |
|  |                     |

|  | Albinykus baatar  |
|  |                   |
|  | Xixianykus zhangi |
|  |                   |

|  | Mononykus olecranus |
|  |                     |
|  | Shuvuuia deserti    |
|  |                     |

|  | Albinykus baatar  |
|  |                   |
|  | Xixianykus zhangi |
|  |                   |

|  | Mononykus olecranus |
|  |                     |
|  | Shuvuuia deserti    |
|  |                     |

|  | Albinykus baatar  |
|  |                   |
|  | Xixianykus zhangi |
|  |                   |

|  | Mononykus olecranus |
|  |                     |
|  | Shuvuuia deserti    |
|  |                     |

|  | Albinykus baatar  |
|  |                   |
|  | Xixianykus zhangi |
|  |                   |

|  | Mononykus olecranus |
|  |                     |
|  | Shuvuuia deserti    |
|  |                     |

|  | Albinykus baatar  |
|  |                   |
|  | Xixianykus zhangi |
|  |                   |

|  | Mononykus olecranus |
|  |                     |
|  | Shuvuuia deserti    |
|  |                     |

|  | Albinykus baatar  |
|  |                   |
|  | Xixianykus zhangi |
|  |                   |

|  | Mononykus olecranus |
|  |                     |
|  | Shuvuuia deserti    |
|  |                     |

|  | Albinykus baatar  |
|  |                   |
|  | Xixianykus zhangi |
|  |                   |

|  | Mononykus olecranus |
|  |                     |
|  | Shuvuuia deserti    |
|  |                     |

|  | Albinykus baatar  |
|  |                   |
|  | Xixianykus zhangi |
|  |                   |

|  | Mononykus olecranus |
|  |                     |
|  | Shuvuuia deserti    |
|  |                     |

|  | Albinykus baatar  |
|  |                   |
|  | Xixianykus zhangi |
|  |                   |

|  | Mononykus olecranus |
|  |                     |
|  | Shuvuuia deserti    |
|  |                     |

|  | Albinykus baatar  |
|  |                   |
|  | Xixianykus zhangi |
|  |                   |

|  | Mononykus olecranus |
|  |                     |
|  | Shuvuuia deserti    |
|  |                     |

|  | Albinykus baatar  |
|  |                   |
|  | Xixianykus zhangi |
|  |                   |

|  | Mononykus olecranus |
|  |                     |
|  | Shuvuuia deserti    |
|  |                     |